# Чинетинська сільська рада
Чинети́нська сільська рада (рос. Чинетинский сельский совет) — сільське поселення у складі Краснощоковського району Алтайського краю Росії.
Адміністративний центр — село Чинета.

## Населення
Населення — 651 особа (2019; 788 в 2010, 1251 у 2002).

## Склад
До складу сільської ради входять:
| Населений пункт    | Населення, осіб (2002) | Населення, осіб (2010) |
| ------------------ | ---------------------- | ---------------------- |
| Генералка, селище  | 75                     | 38                     |
| Талий Ключ, селище | 4                      | 2                      |
| Тігерек, селище    | 92                     | 41                     |
| Усть-Чагирка, село | 253                    | 162                    |
| Чинета, село       | 827                    | 545                    |